# Pseudococcobius akares
Pseudococcobius akares is een vliesvleugelig insect uit de familie Encyrtidae. De wetenschappelijke naam is voor het eerst geldig gepubliceerd in 2003 door Prinsloo.